# IC 2518
IC 2518 је галаксија у сазвјежђу Мали лав која се налази на листи објеката дубоког неба у Индекс каталогу.
Деклинација објекта је + 37° 9' 22" а ректасцензија 9h 55m 58,5s. Привидна величина (магнитуда) објекта IC 2518 износи 14,7 а фотографска магнитуда 15,7. IC 2518 је још познат и под ознакама CGCG 182-40, NPM1G +37.0239, PGC 28659.